# Sunmyu
Sunmyu~ (さんみゅ～) est un groupe de musique composé de huit idoles japonaises, formé en juillet 2012 sous le label Pony Canyon et produit par l'agence Sun Music. Le groupe était auparavant connu sous le nom de Sun-μ (β).
Les membres interprètent des chansons originales et des reprises de titres d’idoles des années 1980 telles que Keiko Mizukoshi voire Yukiko Okada (artiste ayant été également membre de la même agence). Par ailleurs, le nom du groupe Sunmyu est le diminutif du son agence de Sun Music.
Le slogan du groupe est « Lumineuses, énergiques, et rafraîchissantes ! Les idoles du 21e siècle ! » (明るく、元気に、爽やかに！ 21世紀最初の純白アイドル！).

## Histoire
À sa création, Sunmyu était composé de 10 membres sélectionnées parmi 1 000 candidates. Elles débutent sous le nom de Sun-μ (β) en sortant deux singles indépendant. Mais Jenni Tsubasa Gotō a quitté le groupe en 2012.
Les Sunmyu ont organisé leur 1er live en novembre 2012. Le single Kuchibiru Network, reprise d'un titre à succès de Yukiko Okada sorti en janvier 2013, marque leurs débuts en major sous le nom de Sunmyu.
Masae Nakayama quitte le groupe en avril 2013 et le groupe est réduit à huit membres. Bien après, Sunmyu sort son premier single original Koi ga Ai Nanda en novembre 2013. D’autre part, des concerts "Sunmyu Live 2013" (さんみゅ～Live 2013) ont lieu le 16 novembre et le 21 décembre à Hatsudai the Doors à Tokyo. Le groupe sort en mars un nouveau single original Haru ga Kite Bokutachi wa Mata Sukoshi Otona ni Naru qui se classe 12e des ventes de l'Oricon. Il marque le 1er anniversaire des débuts du groupe d’idoles en major.
Ensuite, est donné un nouveau concert "Sunmyu Live 2014 Sun & You -Haru no Arashi-" (-春の嵐-) qui a lieu le 12 avril au Shinagawa Prince Stellar Ball à Tokyo.
Un nouveau single Junjō Mermaid sort en juillet 2014 et se classe 13e à l'Oricon. Le premier album du groupe Mirai Chizu est mis en vente à partir du 6 août ; il se classe 43e  des ventes et s'y maintient pendant deux semaines.
Un des membres, Yayoi Kobayashi, est désigné ambassadrice du tourisme de la ville Nara en septembre 2014. Elle est originaire de cette région.
L'année suivante, Tomoka Kyogoku quitte Sunmyu le 17 janvier. Elle avait décidé de quitter le groupe afin de se tourner vers d’autres projets. Elle souhaite cependant rester dans le domaine du divertissement et devenir danseuse professionnelle, son plus grand rêve.
Peu après, Sunmyu sort son nouveau single Hajimari no Melody le 18 mars suivant, qui devient son premier disque en tant que septuor.
Misuzu Nishizono a été nommée ambassadrice en relations publiques de son village natal Izumisano en mars 2015.
La première collection de vidéos des Sunmyu intitulée Pure White ~Live & Music Clip~ est sortie en DVD en juillet 2015.
La chanteuse, talent et animatrice de télévision japonaise Becky a écrit les paroles et composé la musique de leur 9e single Toge Toge en vente en octobre 2015 ; ce disque est leur premier à atteindre le top 5 au classement Oricon. Selon Misuzu Nishizono, tous les membres de Sunmyu ont reçu un choc car cette chanson représente un virage à 180 degrés par rapport aux précédents titres du groupe. Aussi, sur les photos du single et celle de profil du groupe, les semblent en effet avoir délaissé leur image de jeunes filles sages ; contrairement à leurs habituels costumes blancs, elles portent des vêtements noirs aux motifs multicolores dont le design a été conçu par Becky.
Les filles jouent dans le film Nakano JK ~Taikesu na Kyuujitsu~ (中野JK〜退屈な休日〜) qui sort en octobre 2015.
Haruka Yamauchi a annoncé sa graduation en décembre 2015 et quitte officiellement le groupe le 30 décembre.

## Membres du groupe
| Nom                  | Nom en kanji    | Date de naissance | Remarques                                           |                 |                 |
| Membres actuels      | Membres actuels | Membres actuels   | Membres actuels                                     | Membres actuels | Membres actuels |
| -------------------- | --------------- | ----------------- | --------------------------------------------------- | --------------- | --------------- |
| Misuzu Nishizono     | 西園みすず      | 2 avril 1995      | Leader                                              |                 |                 |
| Ayana Kinoshita      | 木下綾菜        | 14 juillet 1996   | Membre central                                      |                 |                 |
| Yayoi Kobayashi      | 小林弥生        | 4 mars 1996       | Ambassadrice du tourisme de Nara                    |                 |                 |
| Sena Niihara         | 新原聖生        | 25 décembre 1998  | Le plus jeune membre                                |                 |                 |
| Mami Noda            | 野田真実        | 30 juin 1996      |                                                     |                 |                 |
| Anciens membres      |                 |                   |                                                     |                 |                 |
| Tsubasa "Jenni" Gotō | 後藤翼ジェニー  | 9 avril 1997      | quitte le groupe fin 2012                           |                 |                 |
| Masae Nakayama       | 中山雅恵        | 20 juin 1998      | quitte le groupe en avril 2013                      |                 |                 |
| Tomoka Kyogoku       | 京極友香        | 10 mai 1995       | quitte le groupe en janvier 2015                    |                 |                 |
| Haruka Yamauchi      | 山内遥          | 9 juin 1994       | Membre plus âgé ; quitte le groupe en décembre 2015 |                 |                 |
| Reika Hasegawa       | 長谷川怜華      | 25 mars 1996      |                                                     |                 |                 |

## Discographie

### Singles
Sun-μ (β)
Sunmyu